# Colli Bolognesi
Colli Bolognesi (dt. Bologneser Hügel) ist ein italienisches Weinanbaugebiet in der Metropolitanstadt Bologna der Emilia-Romagna. Der hier hergestellte Wein besitzt seit 1975 eine „kontrollierte Herkunftsbezeichnung“ (Denominazione di origine controllata – DOC), die zuletzt am 7. März 2014 aktualisiert wurde.

## Anbaugebiet
Die große Anzahl der angeschlossenen Gemeinden (Monteveglio, Castello di Serravalle, Monte San Pietro, Sasso Marconi, Savigno, Marzabotto und Pianoro sowie in Teilen der Gemeinden von Bazzano, Crespellano, Casalecchio di Reno, Bologna, San Lazzaro di Savena, Zola Predosa und Monterenzio in der Metropolitanstadt Bologna sowie in Teilen von Savignano sul Panaro in der Provinz Modena) und die Fülle der zugelassenen Rebsorten machen aus dieser DOC-Gegend ein komplexes Gebilde an Bezeichnungen und Weinen.

## Erzeugung
Folgende Weintypen werden produziert und vermarktet: (Die genannte Rebsorte muss jeweils zu mindestens 85 % enthalten sein. Höchstens 15 % andere analoge Rebsorten, die für den Anbau in der Region Emilia-Romagna zugelassen sind, dürfen  – einzeln oder gemeinsam – zugesetzt werden).
- Colli Bolognesi Barbera (auch als Frizzante und Riserva):
- Colli Bolognesi Merlot
- Colli Bolognesi Cabernet Sauvignon
- Colli Bolognesi Pignoletto
- Colli Bolognesi Chardonnay
- Colli Bolognesi Sauvignon Blanc
- Colli Bolognesi Riesling Italico
- Colli Bolognesi Pinot Bianco

## Colli Bolognesi Unterzone „Bologna“
Innerhalb des Anbaugebiets gibt es eine Unterzone (sottozona) namens „Bologna“, die separat ausgewiesen ist (Anhang A).

### Anbaugebiet
Anbau und Vinifikation dieser Weine sind nur gestattet in den Gemeinden Monteveglio, Castello di Serravalle und Monte San Pietro sowie in Teilen der Gemeinden von Bologna, Bazzano, Marzabotto, Pianoro, Crespellano, Savigno, Casalecchio di Reno, Sasso Marconi, San Lazzaro di Savena, Zola Predosa und Savignano sul Panaro.

### Erzeugung
Es werden Rot-, Weiß- und Schaumweine erzeugt.
- Colli Bolognesi Bologna Rosso: muss mindestens 50 % Cabernet Sauvignon enthalten. Höchstens 50 % andere rote Rebsorten, die für den Anbau in der Region Emilia-Romagna zugelassen sind, dürfen zugesetzt werden.
- Colli Bolognesi Bologna Bianco: muss mindestens 50 % Sauvignon Blanc enthalten. Höchstens 50 % andere weiße Rebsorten, die für den Anbau in der Region Emilia-Romagna zugelassen sind, dürfen zugesetzt werden.
- Colli Bolognesi Bologna Spumante: muss mindestens 40 % Chardonnay und/oder Pinot bianco enthalten. Höchstens 60 % Sauvignon Blanc, Riesling, Pinot nero und/oder Pignoletto dürfen  – einzeln oder gemeinsam – zugesetzt werden.